# Siler cupreus
Espèce
Synonymes
- Silerella barbata Strand, 1906

Siler cupreus est une espèce d'araignées aranéomorphes de la famille des Salticidae.

## Distribution
Cette espèce se rencontre au Japon, à Taïwan, en Corée du Sud, en Chine et au Népal.

## Description

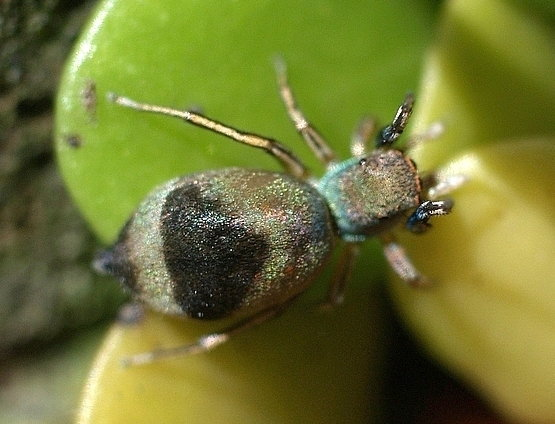
Siler cupreus

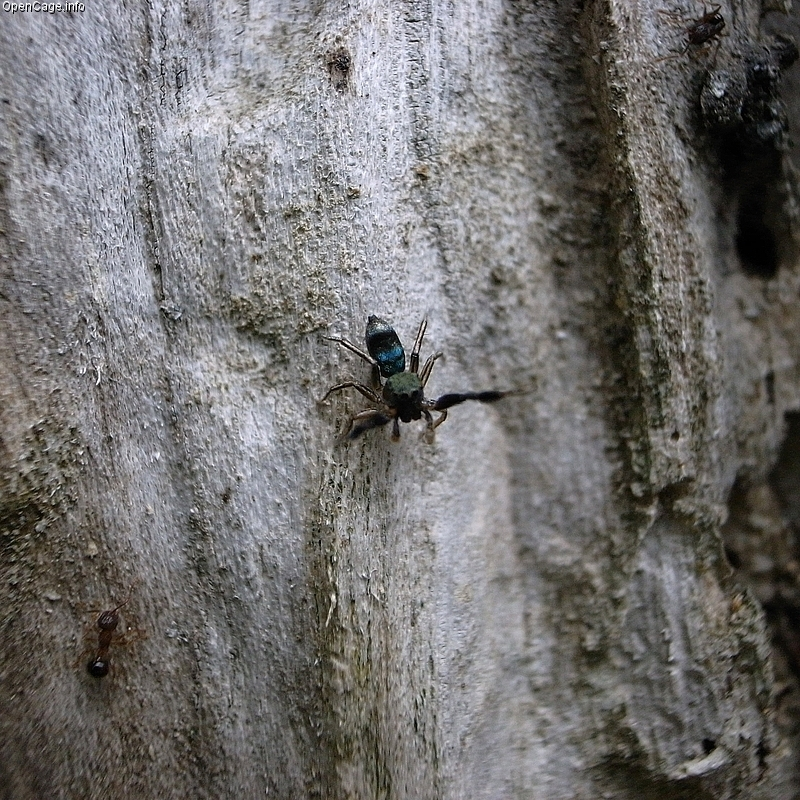
Siler cupreus

La femelle holotype mesure 4 mm.

## Publication originale
- Simon, 1889 : « Études arachnologiques. 21e Mémoire. XXXIII. Descriptions de quelques espèces recueillies au Japon, par A. Mellotée. » Annales de la Société Entomologique de France, sér. 6, vol. 8, p. 248-252 (texte intégral).